# Paulien Couckuyt
Paulien Couckuyt, född 19 maj 1997, är en friidrottare från Belgien. Hon deltog vid olympiska sommarspelen 2020.